# 帕夫洛·維謝巴巴
帕夫洛·奧列克桑德羅維奇·維謝巴巴（烏克蘭語：Павло́ Олекса́ндрович Вишеба́ба，羅馬化：Pavlo Oleksandrovich Vyshebaba，1986年3月28日—），烏克蘭環保人士、動物權利運動人士、作家、音樂家和軍人。他為非政府組織「同一個星球」共同創辦人兼負責人，並擔任聯合國開發計畫署烏克蘭寬容特使。

## 生平和教育
維謝巴巴出生於克拉馬托爾斯克。他最初在頓巴斯國立機械製造學院攻讀工程學，但在第3年轉而報讀馬里烏波爾州立大學新聞學。在學期間，他在《普里亞佐夫斯基勞工報》工作了3年。
2012年，維謝巴巴以優異成績於大學畢業後，遷居到基輔。他積極參與廣場革命，尤其在全國抵抗總部新聞中心中心的工作。2014年，在推翻亞努科維奇政權後，他在烏克蘭政府部門新聞處工作了一年半，負責國際交流和各部門之間的關係。
在頓巴斯戰爭時期，由於「俄羅斯僱傭兵和通敵者」對克拉馬托爾斯克的佔領，他拒絕使用俄羅斯語，轉而使用烏克蘭語。
2013年，他成為素食者，2015年轉為純素主義者，最終放棄海鮮和動物毛皮製品。
維謝巴巴已婚，有一女。2023年4月18日，他在個人Instagram頁面宣佈離婚。

## 同一個星球
2016年4月13日，維謝巴巴在烏克蘭開設了第一家純素咖啡館「同一個星球」。同年8月，他成立了一支音樂樂團，致力於演奏原創音樂和歌曲，內容關注人與自然的和諧。在2017年夏季，「同一個星球樂團」在眾籌平台「好主意」上籌得逾4萬5千烏克蘭格里夫納，成為第一支完全由公眾資助錄製專輯的烏克蘭樂隊。
2016年12月，他參與創辦「同一個星球」公益組織，其目標包括終結動物剝削、取締毛皮養殖場、消除物種歧視，以及應對氣候變化和物種滅絕。

## 行動主義
2017年，維謝巴巴當選為聯合國開發計畫署駐烏克蘭寬容問題大使。
維謝巴巴首次受到廣泛關注是因為參與「KhutroOFF」反毛皮運動。2018年9月，維舍巴巴倡議的一份關於在烏克蘭禁止毛皮生產的請願書在烏克蘭最高拉達獲得了27000個簽名，成為烏克蘭史上獲得最大的公眾支持。同年11月26日，在反對解除對馬鹿狩獵禁令的集會中，維謝巴巴被對手用綠茶潑灑，而馬鹿狩獵被列入官方國家紅色名錄《烏克蘭紅皮書》。
在2019年初，維謝巴巴帶領反對荷蘭實業家在烏克蘭沃倫皮德吉爾涅興建貂養殖場的抗爭。他還發起了創建並積極參與制定禁止烏克蘭毛皮生產的法案（法案編號：No.10019），該法案於2019年2月7日在烏克蘭最高拉達註冊。
在2022年俄羅斯入侵烏克蘭之初，他自願加入烏克蘭武裝部隊，並擔任第68獵兵旅旅長，參與在頓巴斯地區的戰鬥。2023年起任野戰通信部隊支隊長。

### 誤報死訊
網上串流影視平台Netflix在2023年9月初播放由波蘭公共廣播公司TVP製作記錄片《戰爭之母》結尾時誤報維謝巴巴於6月8日在北頓涅茨克附近的戰鬥中陣亡，將他的照片轉成了黑白，並朗誦他的詩。
維謝巴巴在Facebook上回應此事，稱「我仍在服役——始終在第68旅——我想避免嚇到我的朋友和讀者。」在維謝巴巴發表回應後，Netflix的代表聯繫了他，Netflix承諾向他的旅贈送一輛軍用皮卡車。

## 作品
他的詩作《請不要給我寫關於戰爭的事》（Тільки не пиши мені про війну）吸引了眾多關注，成為烏克蘭和其他國家的著名作品。
在2022年，他出版了同名詩集《請不要給我寫關於戰爭的事》。